# Lycosa parvipudens
Lycosa parvipudens là một loài nhện trong họ Lycosidae.
Loài này thuộc chi Lycosa. Lycosa parvipudens được Ferdinand Karsch miêu tả năm 1881.